# Ilha da Figueira
A Ilha da Figueira é uma ilha brasileira localizada no litoral de São Paulo, pertencente ao município de Cananéia. Situa-se cerca de 8 km da região da Barra do Ararapira, Marujá e Ariri, próximo da Ilha do Cardoso e Ilha de Superagüi. É protegida pela Secretaria do Meio Ambiente do Estado de São Paulo através da Área de Proteção Ambiental Marinha do Litoral Sul (APAMLS) , junto com a Ilha do Bom Abrigo, Ilha do Castilho e Ilha do Camboriú, as duas últimas também pertencentes à Estação Ecológica dos Tupiniquins, também em Cananéia (SP).
A Ilha da Figueira é ecologicamente parte do Complexo Estuarino Lagunar Cananeia-Iguape-Paranaguá. A ilha possui paredões de pedras vulcânicas e muitas aves ali fazem sua nidificação. No lado norte há uma enorme gruta.
Localizada nas coordenadas S 25º21,384, W 48º02,103.